# Madstock (festival)
Madstock was een muziekfestival rond de Britse ska-popband Madness. Tussen 1992 en 2009 werden er vijf edities gehouden.

## Geschiedenis

### 1992
Naar aanleiding van het succes van de hitverzamelaar Divine Madness besloot Madness om na zes jaar afwezigheid weer op te treden. Wat bedoeld was voor een avond werd wegens overweldigende belangstelling twee concerten in Finsbury Park (8 en 9 augustus) met uitgebreid voorprogramma, plus een try-out in het Haagse Paard van Troje (6 augustus); ook verscheen de band in Top of the Pops om het heruitgebrachte My Girl (30 juli) te playbacken.
Het voorprogramma bestond uit Flowered Up, Morrissey (alleen de eerste dag) en Ian Dury & the Blockheads die voor Sex & Drugs & Rock 'n Roll bijval kregen van Johnny Rotten. Madness speelde na een staande ovatie een set met hits en albumtracks uit de Stiff-periode 1979-1984 plus de Jimmy Cliff-cover The Harder They Come. Tijdens de toegift kwam inspirator Prince Buster het podium op voor zijn oorspronkelijke versies van One Step Beyond en Madness. Gitarist Chris Foreman werd op de eerste dag 36 jaar.
De cd- en videoregistraties verschenen in november; Prince Buster ontbrak vanwege een geldkwestie.

### 1994
De reünie kreeg een vervolg, maar verwachtingen omtrent nieuw materiaal konden (nog) niet worden waargemaakt; onder andere omdat de leden van Madness ook hun eigen dingen wilden blijven doen. Zo was Madstock II (6 augustus) het enige concert dat de band in 1994 zou geven; het voorprogramma bestond ditmaal o.a. uit Aswad en wederom Ian Dury & the Blockheads. Madness verraste in de toegift met een door Thompson gezongen reggaeversie van Lola. Het concert is opgenomen, maar de beelden zijn op de plank blijven liggen.

### 1996
Madstock III (22 juni) vond plaats tijdens de succesperiode van de britpop en werd gepresenteerd als package met het reünieconcert van de Sex Pistols. Bassist Mark Bedford schitterde door afwezigheid omdat hij geen zin meer had in routineuze greatest hits-sets; Blockhead Norman Watt-Roy nam zijn plaats in. Toch presenteerde Madness drie nieuwe nummers waarvan You're Wonderful werd opgedragen aan de vader van tweede zanger Carl 'Chas Smash' Smyth die precies een jaar geleden aan kanker stierf. Het concert werd opgenomen door de muziekzender VH1; Suggs werd geïnterviewd door Clare Grogan, voormalig zangeres van de new waveband Altered Images.

### 1998
Madstock III leek de laatste keer te zijn, aangezien Suggs zich meer op zijn succesvolle solocarrière wou richten. In 1998 werd er dan toch een vierde editie (7 juni) aangekondigd, waaraan alle leden (dus ook Bedford) deelnamen. In het voorprogramma stonden o.a. Finley Quaye en Toots & The Maytals; Madness speelde zoals gebruikelijk de greatest hits (waarvan Baggy Trousers werd opgedragen aan Ian Dury) maar van nieuwe nummers was ditmaal geen sprake; wel kwam Toots langs om zijn 54-46 That's My Number te vertolken als duet met Smyth. De videoregistratie verscheen in 1999, tegelijkertijd met het comebackalbum Wonderful.

### 2009
Voor 2000 stond er een vijfde Madstock gepland, maar dat ging niet door omdat de organisatie er een Back to the 80s-spektakel van wou maken; iets waar Madness zich niet mee wenste te associëren. Als pleister op de wonde gaf Smyth een eenmalig optreden op het Fleadh-festival (11 juni; eveneens in Finsbury Park) met zijn eigen band Velvet Ghost. Het zou tot 17 juli 2009 duren voor de vijfde en tevens Madstock plaatsvond, en ditmaal in Finsbury Park. Madness bestond dertig jaar en speelde een aantal nummers van de nieuwe dubbel-cd The Liberty of Norton Folgate waaronder On The Town, een duet met ex-Bodysnatchers-zangeres Rhoda Dakar.